# Nouveaux Millénaires
Nouveaux Millénaires est une collection de romans de science-fiction initiée en 2011 par les éditions J'ai lu.
Dirigée par Thibaud Eliroff, cette collection propose des textes de science-fiction, de fantastique et de tous les territoires littéraires aux frontières mouvantes. Les auteurs confirmés (Charles Stross, Daniel Keyes, Johan Heliot) côtoient ceux en devenir (Nick Sagan, Ben Aaronovitch). De grands classiques du genre revisités ou retraduits (Philip K. Dick, Lois McMaster Bujold, Orson Scott Card…) sont publiés en 2012.

## Liste des titres

### Années 2010

#### 2011
1. Algernon, Charlie et moi par Daniel Keyes, essai inédit traduit de l'anglais (États-Unis) par Henry-Luc Planchat
2. Idlewild par Nick Sagan, roman inédit traduit de l'anglais (États-Unis) par Patrick Imbert
3. Palimpseste par Charles Stross, roman inédit traduit de l'anglais par Florence Dolisi
4. Création par Johan Heliot, roman inédit
5. La Saga Vorkosigan - Intégrale 1 par Lois McMaster Bujold, traductions révisées par Sandy Julien et Alfred Ramani
6. La Saga Vorkosigan - 19, Cryoburn par Lois McMaster Bujold, roman inédit traduit de l'anglais (États-Unis) par Sandy Julien
7. Edenborn par Nick Sagan, roman inédit traduit de l'anglais (États-Unis) par Patrick Imbert

#### 2012
1. Le Maître du Haut Château par Philip K. Dick, nouvelle traduction par Michelle Charrier, postface de Laurent Queyssi
2. Romans : 1953 - 1959 par Philip K. Dick, préface de Gérard Klein
3. Le Dernier Apprenti Sorcier - 1, Les Rivières de Londres par Ben Aaronovitch, roman inédit traduit de l'anglais par Benoît Domis
4. Furor par Fabien Clavel, roman inédit
5. La Saga Vorkosigan - Intégrale 2 par Lois McMaster Bujold, traductions révisées par Sandy Julien et Alfred Ramani
6. Le Dernier Apprenti Sorcier - 2, Magie noire à Soho par Ben Aaronovitch, roman inédit traduit de l'anglais par Benoît Domis
7. La Stratégie Ender par Orson Scott Card, nouvelle traduction par Sébastien Guillot
8. Blade Runner par Philip K. Dick, nouvelle traduction par Sébastien Guillot, postface d'Étienne Barilier
9. Romans : 1960 - 1963 par Philip K. Dick, préface de Gérard Klein
10. Everfree par Nick Sagan, roman inédit traduit de l'anglais (États-Unis) par Patrick Imbert

#### 2013
1. Le Demi-Monde - 1, Hiver par Rod Rees, roman inédit traduit de l'anglais par Florence Dolisi
2. La Saga Vorkosigan - Intégrale 3 par Lois McMaster Bujold, traductions révisées par Sandy Julien et Alfred Ramani
3. D'autres royaumes par Richard Matheson, roman inédit traduit de l'anglais (États-Unis) par Patrick Imbert
4. Le Dernier Apprenti Sorcier - 3, Murmures souterrains par Ben Aaronovitch, roman inédit traduit de l'anglais par Benoît Domis
5. Romans : 1963 - 1964 par Philip K. Dick, préface de Gérard Klein
6. Le Dieu venu du Centaure, Philip K. Dick, nouvelle traduction par Sébastien Guillot
7. La Saga Vorkosigan - Intégrale 4 par Lois McMaster Bujold, traductions révisées par Sandy Julien et Alfred Ramani
8. Coulez mes larmes, dit le policier par Philip K. Dick, nouvelle traduction par Gilles Goullet
9. Demain les chiens par Clifford D. Simak, nouvelle traduction par Pierre-Paul Durastanti
10. Romans : 1965 - 1969 par Philip K. Dick, préface de Gérard Klein
11. Le Demi-Monde - 2, Printemps par Rod Rees, roman inédit traduit de l'anglais par Florence Dolisi

#### 2014
1. Involution par Johan Heliot, roman inédit
2. La Saga Vorkosigan - Intégrale 5 par Lois McMaster Bujold, traductions révisées par Sandy Julien et Alfred Ramani
3. Le Dernier Apprenti Sorcier - 4, Le Rêve de l'architecte par Ben Aaronovitch, roman inédit traduit de l'anglais par Benoît Domis
4. Aucun homme n'est une île par Christophe Lambert, roman inédit
5. Douce nuit, maudite nuit par Seth Grahame-Smith, roman inédit traduit de l'anglais (États-Unis) par Mélanie Fazi
6. Soleil vert par Harry Harrison, nouvelle traduction par Sébastien Guillot
7. Le Demi-Monde -3, Été par Rod Rees, roman inédit traduit de l'anglais par Florence Dolisi
8. Wild Cards - 1, Wild Cards par George R. R. Martin, recueil de nouvelles inédit traduit de l'anglais (États-Unis) par Pierre-Paul Durastanti et Henry-Luc Planchat
9. 14 par Peter Clines (en), roman inédit traduit de l'anglais (États-Unis) par Jean-Pierre Pugi
10. La Saga Vorkosigan - 18, L'Alliance par Lois McMaster Bujold, roman inédit traduit de l'anglais (États-Unis) par Sandy Julien

#### 2015
1. Ender : Préludes par Orson Scott Card, recueil de nouvelles partiellement inédit traduit de l'anglais (États-Unis) par Pierre-Alexandre Sicart
2. Wild Cards - 2, Aces High par George R. R. Martin, recueil de nouvelles inédit traduit de l'anglais (États-Unis) par Henry-Luc Planchat et Philippe Richard
3. La Guerre éternelle par Joe Haldeman, nouvelle traduction par Patrick Imbert
4. Les Veilleurs par Connie Willis, recueil de nouvelles partiellement inédit traduit de l'anglais (États-Unis) par Françoise Jamoul, Jean-Pierre Pugi, Philippe Hupp et Sébastien Guillot
5. Le Dernier Apprenti Sorcier - 5, Les Disparues de Rushpool par Ben Aaronovitch, roman inédit traduit de l'anglais par Benoît Domis
6. Wild Cards - 3, Jokers Wild par George R. R. Martin, mosaïque romanesque inédite traduit de l'anglais (États-Unis) par Henry-Luc Planchat
7. Le Demi-Monde - 4, Automne par Rod Rees, roman inédit traduit de l'anglais par Florence Dolisi
8. Résonances par Pierre Bordage, roman inédit
9. Les Chroniques du Radch - 1, La Justice de l'ancillaire par Ann Leckie, roman inédit traduit de l'anglais (États-Unis) par Patrick Marcel
10. Wild Cards - 4, Aces Abroad par George R. R. Martin, recueil de nouvelles inédit traduit de l'anglais (États-Unis) par Henry-Luc Planchat

#### 2016
1. Jack Barron et l'Éternité par Norman Spinrad, roman, nouvelle postface de l'auteur traduite de l'anglais (États-Unis) par Hélène Collon
2. Tschaï par Jack Vance, traduction révisée par Sébastien Guillot
3. Les Chroniques du Radch - 2, L'Épée de l'ancillaire par Ann Leckie, roman inédit traduit de l'anglais (États-Unis) par Patrick Marcel
4. Wild Cards - 5, Down and Dirty par George R. R. Martin, recueil de nouvelles inédit traduit de l'anglais (États-Unis) par Henry-Luc Planchat et Arnaud Mousnier-Lompré
5. L'Exégèse de Philip K. Dick - Volume 1 par Philip K. Dick, essai inédit traduit de l'anglais (États-Unis) par Hélène Collon
6. Les Chroniques du Radch - 3, La Miséricorde de l'ancillaire par Ann Leckie, roman inédit traduit de l'anglais (États-Unis) par Patrick Marcel
7. Wild Cards - 6, Ace in the Hole par George R. R. Martin, mosaïque romanesque inédite traduit de l'anglais (États-Unis) par Sébastien Guillot

#### 2017
1. Dark Matter par Blake Crouch, roman inédit traduit de l'anglais (États-Unis) par Patrick Imbert
2. Planetfall - 1, Planetfall par Emma Newman, roman inédit traduit de l'anglais par Racquel Jemint
3. La Saga Vorkosigan - 20, La Reine Rouge par Lois McMaster Bujold, roman inédit traduit de l'anglais (États-Unis) par Sandy Julien
4. Le Dothraki facile par David J. Peterson, essai inédit traduit de l'anglais (États-Unis) par Éric Holstein
5. Les Livres de la terre fracturée - 1, La Cinquième Saison par N. K. Jemisin, roman inédit traduit de l'anglais (États-Unis) par Michelle Charrier
6. L'Exégèse de Philip K. Dick - Volume 2 par Philip K. Dick, essai inédit traduit de l'anglais (États-Unis) par Hélène Collon

#### 2018
1. Le Dernier Apprenti Sorcier - 6, L'Arbre des pendus par Ben Aaronovitch, roman inédit traduit de l'anglais par Benoît Domis
2. Planetfall - 2, After Atlas par Emma Newman, roman inédit traduit de l'anglais par Patrick Imbert
3. Wild Cards - 7, Dead Man's Hand par George R. R. Martin et John J. Miller, roman inédit traduit de l'anglais (États-Unis) par Sébastien Guillot
4. Les Livres de la terre fracturée - 2, La Porte de cristal par N. K. Jemisin, roman inédit traduit de l'anglais (États-Unis) par Michelle Charrier
5. Tous les oiseaux du ciel par Charlie Jane Anders, roman inédit traduit de l'anglais (États-Unis) par Laurent Queyssi
6. Le Dernier Apprenti Sorcier - 5,5, Peur sur la ligne par Ben Aaronovitch, roman inédit traduit de l'anglais par Benoît Domis
7. Les Livres de la terre fracturée - 3, Les Cieux pétrifiés par N. K. Jemisin, roman inédit traduit de l'anglais (États-Unis) par Michelle Charrier
8. Provenance par Ann Leckie, roman inédit traduit de l'anglais (États-Unis) par Patrick Marcel
9. Un bonheur insoutenable par Ira Levin, nouvelle traduction par Sébastien Guillot
10. Chanur - Intégrale 1 par C. J. Cherryh, traductions révisées par Pierre-Paul Durastanti

#### 2019
1. Chanur - Intégrale 2 par C. J. Cherryh, traductions révisées par Pierre-Paul Durastanti
2. Wild Cards - 8, One-Eyed Jacks par George R. R. Martin, recueil de nouvelles inédit traduit de l'anglais (États-Unis) par Henry-Luc Planchat
3. L'Âge de cristal suivi de Retour à l'Âge de cristal par George Clayton Johnson et William F. Nolan, nouvelles traductions par Sébastien Guillot
4. Rosewater - 1, Rosewater par Tade Thompson, roman inédit traduit de l'anglais par Henry-Luc Planchat
5. Les Affamés par Silène Edgar, roman inédit
6. Six mois, trois jours par Charlie Jane Anders, recueil de nouvelles inédit traduit de l'anglais (États-Unis) par Laurent Queyssi
7. Rosewater - 2, Insurrection par Tade Thompson, roman inédit traduit de l'anglais par Henry-Luc Planchat
8. Lumières noires par N. K. Jemisin, recueil de nouvelles inédit traduit de l'anglais (États-Unis) par Michelle Charrier
9. Starship Troopers par Robert A. Heinlein, nouvelle traduction par Patrick Imbert

### Années 2020
| Sommaire : | - Haut - 2020 - 2021 - 2022 - 2023 - 2024 - 2025 |

#### 2020
1. Wild Cards - 9, Jokertown Shuffle par George R. R. Martin, recueil de nouvelles inédit traduit de l'anglais (États-Unis) par Sébastien Guillot
2. Rosewater - 3, Rédemption par Tade Thompson, roman inédit traduit de l'anglais par Henry-Luc Planchat
3. Un gars et son chien à la fin du monde par C. A. Fletcher (en), roman inédit traduit de l'anglais par Pierre-Paul Durastanti
4. La Tour du Freux par Ann Leckie, roman inédit traduit de l'anglais (États-Unis) par Patrick Marcel

#### 2021
1. Mégapoles - 1, Genèse de la cité par N. K. Jemisin, roman inédit traduit de l'anglais (États-Unis) par Michelle Charrier
2. Teixcalaan - 1, Un souvenir nommé empire par Arkady Martine, roman inédit traduit de l'anglais (États-Unis) par Gilles Goullet
3. Au carrefour des étoiles par Clifford D. Simak, nouvelle traduction par Pierre-Paul Durastanti
4. Cantique pour les étoiles par Simon Jimenez (en), roman inédit traduit de l'anglais (États-Unis) par Benoît Domis
5. Teixcalaan - 2, Une désolation nommée paix par Arkady Martine, roman inédit traduit de l'anglais (États-Unis) par Gilles Goullet
6. Récursion par Blake Crouch, roman inédit traduit de l'anglais (États-Unis) par Antoine Monvoisin

#### 2022
1. Ubik par Philip K. Dick, nouvelle traduction par Hélène Collon
2. Loin de la lumière des cieux par Tade Thompson, roman inédit traduit de l'anglais par Michel Pagel

#### 2023
1. Aurora par David Koepp, roman inédit traduit de l'anglais (États-Unis) par Hélène Collon
2. Le Pays sans lune par Simon Jimenez (en), roman inédit traduit de l'anglais (États-Unis) par Patrick Dechesne
3. Mégapoles - 2, Némésis de la cité par N. K. Jemisin, roman inédit traduit de l'anglais (États-Unis) par Michelle Charrier
4. Papillons de nuit par Jane Hennigan, roman inédit traduit de l'anglais par Gilles Goullet
5. Rose House par Arkady Martine, roman inédit traduit de l'anglais (États-Unis) par Gilles Goullet

#### 2024
1. Transitions par Ann Leckie, roman inédit traduit de l'anglais (États-Unis) par Patrick Marcel

#### 2025
1. The Shadowed Sun par N. K. Jemisin, roman inédit traduit de l'anglais (États-Unis) par Pierre-Paul Durastanti
2. Le Lac des âmes par Ann Leckie, roman inédit traduit de l'anglais (États-Unis) par Patrick Marcel
3. Le Jour du souvenir par Bethany Jacobs, roman inédit traduit de l'anglais (États-Unis) par Patrick Dechesne